# Rappa
Rappa, pseudónimo de Robby Jonathan Parabirsing (Paramaribo, 13 de agosto de 1954), es un escritor de prosa y profesor de Surinam y los Países Bajos.

## Obra
Rappa trabajó como profesor en el Vrije Atheneum y trabaja en el Colegio General Secundario. Desde 1980 Rappa gestiona una biblioteca y trabaja publicando libros de historietas que imprime bajo demanda en pequeñas ediciones de la empresa Ralicon. Debutó con relatos de terror comprendidos en Gevlochten verhalen (1980). 
Atrajo gran atracción hacia su persona con una prosa neerlandesa abundante en referencias explícitas sexuales. Su desprecio por la palabra solemne se alinea con sus fuertes puntos de vista en cuanto a la forma literaria. Aunque en general trabaja teniendo en cuenta el consumo masivo ello no evita que a veces realice escritos con connotaciones políticas explícitas, tal como en Opa Djannie en andere verhalen, 1981). El sexo forma una parte importante e integral de su novela Fromoe Archie (Vrome Archie, 1984). Su novela De vlek uit het verleden fue publicada en los Países Bajos como una versión con lenguaje sexista del editor Uitgeverij Masusa en Nimega. Sus obras más recientes para lectores adultos son, las novelas De tapoe (Het amulet, 1995) y Een bloedige les (2001) y la recopilación Nieuwe friktie tories (1999). Rappa también ha escrito libros para niños Silvy en Hexa en andere verhalen (1983) y Verdwaald in het bos (1998) junto con un conjunto d elibros cortos. La historia 'Hij wilde licht' fue publicada en la antología Nieuwe Surinaamse verhalen (1986) fue reimpresa en Verhalen van Surinaamse schrijvers (1989). ‘De vrouw van Bolle’ fue incluida en Mama Sranan (1999). También ha contribuido a la antología inglesa de literatura de Surinam titulada Diversity is power (2007). 
Actualmente Rappa es secretario del grupo Writers Group '77.